# ミス・ユニバース1999
ミス・ユニバース1999（Miss Universe 1999、第48回ミス・ユニバース世界大会）は1999年5月26日にトリニダード・トバゴのチャグアラマス・コンベンションセンターで開催された。最後にボツワナのムプル・クェラゴベが優勝し、トリニダード・トバゴのウェンディ・フィッツウィリアムから栄冠を授けられた。クェラゴベは1958年以来41年ぶりに初参加国代表のミス・ユニバースとなった。アフリカからは3人目、黒人としてはフィッツウィリアムに続き4人目であるが、アフリカの黒人としては史上初のミス・ユニバースである。この年は84か国の代表が競った。日本からはソプラノ歌手の小川里美が出場した。

## 最終結果

### 入賞者
| 最終結果             | 参加者 |
| -------------------- | --- |
| ミス・ユニバース1999 | - ボツワナ – ムプル・クェラゴベ（Mpule Kwelagobe） |
| 第2位                | - フィリピン – ミリアム・キャンバオ（Miriam Quiambao） |
| 第3位                | - スペイン – ディアナ・ノゲイラ（Diana Nogueira） |
| トップ5              | - 南アフリカ共和国 – ソニア・ラチティ（Sonia Raciti） - ベネズエラ – カロリーナ・インドリアゴ（Carolina Indriago）                                              |
| トップ10             | - ガーナ – アクバ・クジョー - インド – グール・パナッグ - ジャマイカ – ニコル・ホートン - メキシコ – シルビア・サルガド - プエルトリコ – ブレンダ・リズ・ロペス |

### 特別賞
- ポルトガル - ミス・コンジニアリティ（マリサ・フェレイラ）
- プエルトリコ - ミス・フォトジェニック（ブレンダ・リズ・ロペス)
- トリニダード・トバゴ - ベスト・ナショナル・コスチューム（ニコル・シモーヌ・ダイヤー）